# Sabanejewia baltica
A Sabanejewia baltica a sugarasúszójú halak (Actinopterygii) osztályának pontyalakúak (Cypriniformes) rendjébe, ezen belül a csíkfélék (Cobitidae) családjába tartozó faj.

## Előfordulása
A Sabanejewia baltica előfordulási területe a Dnyeszter, Dnyeper és Don folyók torkolatvidékén, valamint a Visztula és Odera folyók torkolatvidékén van.

## Megjelenése
Az átlagos hossza 6 centiméter, de akár 9 centiméteresre is megnőhet. Az oldalvonala mentén egy sötét pontokból álló sor van. A hátúszó elülső töve a hasúszók előtt helyezkedik el. A háti részén barna foltok között, kis fehéres vagy sárgás pontok láthatók.

## Életmódja
Mérsékelt övi, édesvízi hal, mely a folyómedrek fenekén él. A felnőtt példány sokféle vízfolyásban is meg tud élni, a gyors patakoktól egészen sekély vizű alföldi patakokig. A kavicsok közé, illetve a homokba elbújva ül.

## Szaporodása
Íváskor nem egyszerre rakja le az ikráit; hanem több alkalomkor, különböző helyekre. A kavicsokra és törmelékekre szórja szét. Az ikra 1,1-1,2 milliméter átmérőjű. Az újonnan kikelt ivadéknak nem látszanak a kopoltyúfonalai, ehelyett áttetsző dudor van a homlokán. Az ivadék 6 napon keresztül, csak a szikzacskójából táplálkozik; 3,1-4,2 milliméteresen kezd táplálkozni.